# Exposed (video)
Exposed je videozáznam z koncertu britského multiinstrumentalisty Mika Oldfielda z roku 1979. Video bylo vydáno na DVD v roce 2005.
Zatímco audiozáznam z Tour of Europe vydal Oldfield pod stejným názvem již v roce 1979, videozáznam z koncertu tohoto turné si musel na vydání počkat 26 let. Nahraný koncert se konal v londýnském Wembley Conference Centre na konci dubna 1979 (na tomto místě byly uspořádány dva Oldfieldovy koncerty 25. a 26. dubna). Na koncertech Tour of Europe zazněly Oldfieldovy skladby Incantations, Tubular Bells a diskotékový singl „Guilty“. Vydané DVD se skládá ze dvou disků, na kterých je zachycena vždy polovina koncertu.

## Seznam skladeb

### Disk 1
1. „Intro“
2. „Incantations (Parts 1 & 2)“ (Oldfield/Longfellow)
3. „Incantations (Parts 3 & 4)“ (Oldfield/Jonson)
4. přestávka

### Disk 2
1. „Tubular Bells Part One“ (Oldfield)
2. „Guilty“ (Oldfield)
3. „Tubular Bells Part Two“ (Oldfield)
4. přídavek

## Obsazení
celkem 53 hudebníků
- Mike Oldfield – kytara